# Mesolelaps
Mesolelaps is een geslacht van vliesvleugeligen uit de familie Pteromalidae. De wetenschappelijke naam van dit geslacht is voor het eerst geldig gepubliceerd in 1901 door Ashmead.

## Soorten
Het geslacht Mesolelaps is monotypisch en omvat slechts de volgende soort:
- Mesolelaps cyaneiventris Ashmead, 1901